# Esperantinópolis
Esperantinópolis est une municipalité brésilienne située dans l'État du Maranhão.